# Victor Ostap
Victor Ostap (n. 9 octombrie 1965, Telenești) este un om de afaceri din Republica Moldova, cunoscut mai ales din postura (istorică) de fondator, finanțator și patron al clubului de fotbal FC Rapid Ghidighici.
El a creat clubul Rapid Ghidighici în anul 2005 și a condus-o spre promovarea în Divizia Națională în sezonul 2007-2008, dar, la finele turului campionatului, nemulțumit de arbitraj după un meci cu FC Zimbru Chișinău, acesta a retras echipa din campionat. În consecință, atât el cât și echipa au fost sancționați de către Federația Moldovenească de Fotbal și echipa nu a primit licență pentru sezonul următor. În vara lui 2008, în intersezon, pentru a evita penalizarea federației, Victor Ostap a organizat fuziunea dintre „defunctul” Rapid Ghidighici și clubul CSCA-Steaua Chișinău (club falimentar la acel moment), pentru a forma clubul CSCA-Rapid Chișinău.
În 2011, la inițiativa sa, clubul CSCA-Rapid Chișinău a fost redenumit în FC Rapid Ghidighici, revenindu-se astfel la denumirea originală a clubului său.
În finala Cupei Moldovei 2011-2012, Rapid a întâlnit formația Milsami Orhei, în fața căreia a pierdut meciul la loviturile de departajare cu scorul de 5-3. În timpul regulamentar scorul a fost 0-0, însă în prelungiri, în miutul 106, Rapid reușea să marcheze un gol (perfect valabil), care a fost însă anulat. După acest meci arbitrul central al meciului, Ghenadie Sidenco, a fost suspendat de către Federația Moldovenească de Fotbal pentru eroare de arbitraj pe o perioadă de 2 ani, și i-a fost retrasă licența UEFA. Atunci Victor Ostap a afirmat că Sidenco ar fi luat 50.000 de dolari mită ca să arbitreze favorabil pentru Milsami. Drept răspuns, Sidenco l-a acuzat pe Ostap că de fapt el a vrut să-l mituiască și a declarat că îl va acționa în judecată pe Ostap pentru defăimare.
Sesizările mele privind existența meciurilor trucate au rămas fără răspuns. Sper să fie sancționați cei implicați în meciurile trucate. Fotbalul moldovenesc este un sport bolnav, cu metastaze la toate capitolele și nu este controlat. Nu există oameni care ar vrea să facă ordine în fotbal. În Moldova avem un fotbal de colhoz; este un sport falimentat și putem pune cruce pe el. 
La sfârșitul sezonului 2011-2012, patronul Rapidului, Victor Ostap a anunțat că la Rapid vor veni investitori străini. În martie 2013, la echipă a venit un investitor italian, Pietro Belardelli, care în scurt timp a devenit președintele și finațatorul echipei, însă nu și patronul ei, clubul rămânând în continuare în proprietatea lui Victor Ostap, care deveni și președinte onorific al clubului. Peste câteva luni, în iunie 2013, Pietro Belardelli a renunțat să mai finanțeze Rapidul și s-a reorientat către gruparea FC Costuleni, iar clubul Rapid Ghidighici a revenit sub controlul total al lui Ostap.
Pe 18 august 2013, la sfârșitul unui meci Rapid Ghidighici - Dacia Chișinău, Victor Ostap l-a lovit pe arbitrul principal al meciului, Iurie Covtun, manifestându-și astfel nemulțumirea față de deciziile luate de acesta și în speță faptul că Covtun a validat un gol al Daciei marcat din off-side. Peste 4 zile, Comitetul de Competiții al federației de fotbal l-a suspendat pe Ostap pe cinci ani din activitatea fotbalistică și i-a aplicat o amendă în sumă de 50 de mii de lei moldovenești — aceasta cea mai dură pedeapsă din istoria fotbalului moldovenesc. Printre altele, după aceasta, Victor Ostap nu mai are voie să se afle pe banca tehnică, la vestiare și nici în tribuna oficială în timpul meciurilor din competițiile oficiale.
În martie 2014, după 19 etape disputate în Divizia Națională 2013-2014, Victor Ostap a retras pentru a doua oară în istorie clubul Rapid Ghidighici din campionatul Moldovei.